# Trận Muroyama
Bản mẫu:Chiến tranh Geipei
Trận Muroyama là một trong nhiều trận đánh trong cuộc nội chiến thế kỷ 12 ở Nhật được biết đến với cái tên Chiến tranh Genpei. Tại Muroyama, Minamoto no Yukiie cố bù đắp lại cho mất mát trong Trận Mizushima bằng cách tấn công  quân đội Taira. Quân đội nhà Taira chia thành 5 hướng, mỗi hướng đều tấn công thành công, và làm tổn thất nặng quân đội của Yukiie. Cuối cùng bị bao vây, quân đội Minamoto buộc phải tháo chạy.